# Liste der Naturdenkmale im Landkreis Mittelsachsen
Die Liste der Naturdenkmale im Landkreis Mittelsachsen enthält die Naturdenkmale im Landkreis Mittelsachsen in Sachsen.

„Naturdenkmäler sind rechtsverbindlich festgesetzte Einzelschöpfungen der Natur oder entsprechende Flächen bis zu fünf Hektar, deren besonderer Schutz erforderlich ist
1. aus wissenschaftlichen, naturgeschichtlichen oder landeskundlichen Gründen oder
2. wegen ihrer Seltenheit, Eigenart oder Schönheit.“

„§ 18 – Naturdenkmäler – (zu § 28 BNatSchG)
(1) Die Erklärung nach § 22 Abs. 1 BNatSchG von Teilen von Natur und Landschaft als Naturdenkmal erfolgt durch Rechtsverordnung oder Einzelanordnung.
(2) Über § 28 Abs. 1 BNatSchG hinaus können Naturdenkmäler zur Sicherung von Lebensgemeinschaften oder Lebensstätten von im Bestand gefährdeten oder streng geschützten Arten festgesetzt werden.“

## Liste
Die Liste ist in Teillisten für die Städte und Gemeinden im Landkreis aufgeteilt.
- Liste der Naturdenkmale in Altmittweida
- Liste der Naturdenkmale in Augustusburg
- Liste der Naturdenkmale in Bobritzsch-Hilbersdorf
- Liste der Naturdenkmale in Brand-Erbisdorf
- Liste der Naturdenkmale in Burgstädt
- Liste der Naturdenkmale in Claußnitz
- Liste der Naturdenkmale in Döbeln
- Liste der Naturdenkmale in Dorfchemnitz
- Liste der Naturdenkmale in Eppendorf
- Liste der Naturdenkmale in Erlau (Sachsen)
- Liste der Naturdenkmale in Flöha
- Liste der Naturdenkmale in Frankenberg/Sachsen
- Liste der Naturdenkmale in Frauenstein (Erzgebirge)
- Liste der Naturdenkmale in Freiberg
- Liste der Naturdenkmale in Geringswalde
- Liste der Naturdenkmale in Großschirma
- Liste der Naturdenkmale in Großweitzschen
- Liste der Naturdenkmale in Hainichen
- Liste der Naturdenkmale in Halsbrücke
- Liste der Naturdenkmale in Hartha
- Liste der Naturdenkmale in Hartmannsdorf (bei Chemnitz)
- Liste der Naturdenkmale in Jahnatal
- Liste der Naturdenkmale in Königsfeld (Sachsen)
- Liste der Naturdenkmale in Königshain-Wiederau
- Liste der Naturdenkmale in Kriebstein
- Liste der Naturdenkmale in Leisnig
- Liste der Naturdenkmale in Leubsdorf (Sachsen)
- Liste der Naturdenkmale in Lichtenau (Sachsen)
- Liste der Naturdenkmale in Lichtenberg/Erzgeb.
- Liste der Naturdenkmale in Lunzenau
- Liste der Naturdenkmale in Mittweida
- Liste der Naturdenkmale in Mühlau (Sachsen)
- Liste der Naturdenkmale in Mulda/Sa.
- Liste der Naturdenkmale in Neuhausen/Erzgeb.
- Liste der Naturdenkmale in Niederwiesa
- Liste der Naturdenkmale in Oberschöna
- Liste der Naturdenkmale in Oederan
- Liste der Naturdenkmale in Penig
- Liste der Naturdenkmale in Rechenberg-Bienenmühle
- Liste der Naturdenkmale in Reinsberg (Sachsen)
- Liste der Naturdenkmale in Rochlitz
- Liste der Naturdenkmale in Rossau (Sachsen)
- Liste der Naturdenkmale in Roßwein
- Liste der Naturdenkmale in Sayda
- Liste der Naturdenkmale in Seelitz
- Liste der Naturdenkmale in Striegistal
- Liste der Naturdenkmale in Taura
- Liste der Naturdenkmale in Waldheim
- Liste der Naturdenkmale in Wechselburg
- Liste der Naturdenkmale in Weißenborn/Erzgeb.
- Liste der Naturdenkmale in Zettlitz